# Rauher Kapf

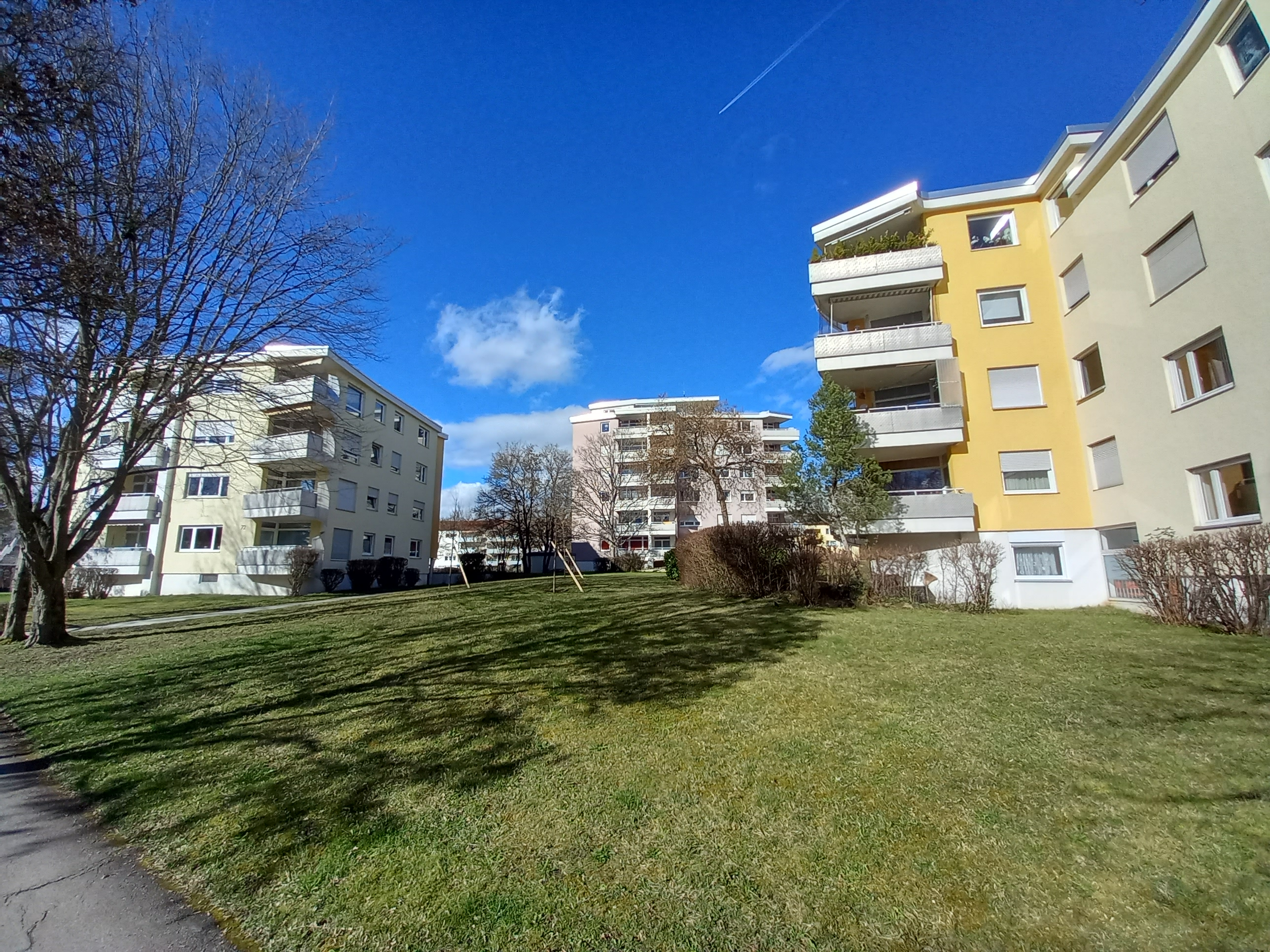
Wohnsiedlung Rauher Kapf mit Gebäuden von Hans Scharoun

Das Wohngebiet Rauher Kapf ist der kleinste Stadtteil Böblingens und war als Trabantenstadt geplant. Der Architekt Hans Scharoun entwarf das Zentrum der Siedlung aus sechs Hochhäusern und einem Ladengebäude. Deren architektonische Bedeutung führte zur Erhebung der Siedlung zum baden-württembergischen Kulturdenkmal.
Die Wohnungsnot Ende der 1950er Jahre verlangte nach mehr Wohnraum. Wegen des fehlenden Baulands in der Stadt wurde die Siedlung in einem Waldgebiet außerhalb Böblingens geplant, direkt neben einem IBM-Forschungslabor. Die Erschließung des Baugebietes begann 1962, und Baubeginn war 1964. Der Siedlungsplan sah den Bau von 328 Wohnungen vor, davon 63 in Einfamilienhäusern. Der originale Bebauungsplan wurde weitgehend verwirklicht. Auch sein letztes Wohnhochhaus, das Orplid-Hochhaus, verwirklichte Scharoun in Böblingen.

## Lage und Namensgebung
Das Wohngebiet Rauher Kapf liegt am Südostrand des schwäbischen Keuperberglandes in einem Waldgebiet (Stadtwald Böblingen) südöstlich von Böblingen auf einer Anhöhe mit etwa 510 m ü. NHN zwischen den Städten Böblingen und Schönaich. Der submontane Buchen- und Eichenwald steht auf Verwitterungsdecken des Lias, die meist als Lehmböden ausgebildet sind. Die Südhänge sind trocken und windexponiert. Nördlich des Rauhen Kapfes wurde 1922 eine nur 3,030 km lange Nebenstrecke der Schönbuchbahn gebaut. 1954 wurde der Personenverkehr eingestellt und 1959 der Güterverkehr. Nach der Stilllegung wurden die Gleise weitgehend entfernt. Auf dem Gebiet der Siedlung sind keine archäologischen Siedlungsfunde bekannt. Der Flurname Rauher Kapf ist erstmals um 1830 schriftlich nachweisbar. Der Name setzt sich aus dem mittelhochdeutschen Wort „kapfen“ für „schauen“ oder „gaffen“ zusammen sowie dem Wort „rauh“ für „steinig“, „unfruchtbar“. Rauher Kapf bezieht sich also auf die Aussichtslage eines unfruchtbaren Landstücks.

## Planung und Bau der Siedlung
Die Bevölkerung Böblingens war von 12.730 Einwohnern im Jahre 1951 auf 25.960 im Jahre 1961 angestiegen. Bauland war kaum mehr verfügbar. Der Gemeinderat beschloss am 14. Februar 1962 den Bau der Siedlung Rauher Kapf als Trabantenstadt in einem Waldgebiet. Eine aufgelockerte und weiträumige Bebauung sollte den Charakter des Waldgebiets erhalten. Ein weiterer Grund für die Platzwahl war sicher auch die direkte Nachbarschaft zum IBM-Forschungslabor, dessen Mitarbeiter nahe gelegene Wohnungen benötigten. Trabantenstädte sind nicht-eigenständige Vororte einer größeren Stadt, die primär aus Wohnanlagen für Pendler bestehen. Sie bieten nur wenige Arbeitsplätze und eine schwach entwickelte Infrastruktur.
1962 begannen die Erschließungsarbeiten und ein Jahr später die Bauarbeiten. Der bekannte Architekt Hans Scharoun entwarf das aus sechs Hochhäusern bestehende Kernstück der Siedlung und realisierte deren Bau gemeinsam mit dem Stuttgarter Partner-Architekten Philipp Plötz sowie der Baufirma Universum-Treubau-GmbH. Auftraggeberin war die Stadt Böblingen, Projektleiter war Peter-Fritz Hoffmeyer-Zlotnik und die Bauleitung hatte Kurt Storm inne. Zusätzlich zu den sechs Wohnhäusern mit Eigentumswohnungen wurde im Kernbereich ein Ladenzentrum mit Tiefgaragen errichtet sowie in der Peripherie mehrere Zeilenhäuser und ein Viertel mit Einfamilienhäusern.
Die Grundsteinlegung des Ensembles im Kernbereich fand am 18. April 1964 statt, welcher als Gründungsdatum des Wohngebietes Rauher Kapf betrachtet wird. 1966 war der Kindergarten fertig gestellt. Eine Volksschule war geplant, konnte aber nicht verwirklicht werden. 1990 schlossen der kleine Supermarkt und der Friseur, hauptsächlich wegen der zu geringen Bevölkerung der Siedlung.

## Kernstück der Siedlung

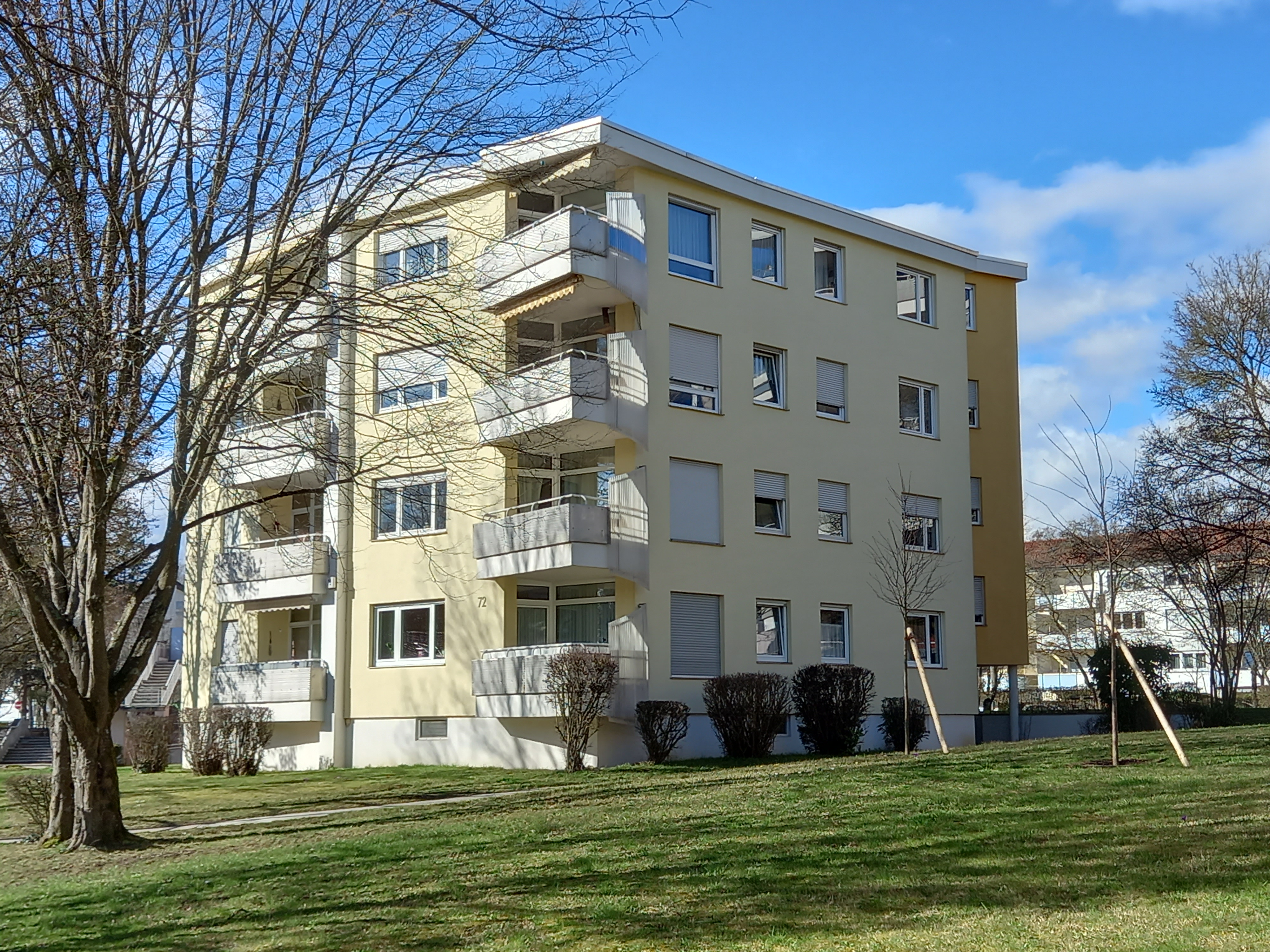
Vierstöckiges Wohnhaus von Hans Scharoun

Das Herz der Siedlung ist die von Scharoun geplante Bebauung eines ei- oder tropfenförmigen Grundstücks mit sechs Wohnhochhäusern und dem niedrigeren Ladengebäude. Die Taunusstraße umschließt dieses Grundstück und bildet so eine großzügige Wendeschleife als Endpunkt der Erschließungsstraße. Die Erschließungsstraße weitet sich fünf Mal zu Parkplatzbuchten aus. Das nördlich angrenzende Wohngebiet mit Zeilenhäusern sowie das im Süden anschließende Einfamilienhausviertel wurden zur gleichen Zeit wie die Hochhäuser geplant und gebaut.
Die zur Bauzeit außergewöhnliche Fernwärmeversorgung der Hochhäuser durch eine Gemeinschaftsheizanlage erscheint heute (2024) zukunftsweisend. Die Heizzentrale lag unterirdisch neben und in Wohnblock A. Ein unterirdisches Rohrsystem verteilte die Wärme in die jeweiligen Hauseinheiten durch einen Hausanschlussraum im jeweiligen Untergeschoss. Das Wohngebiet Rauher Kapf wurde 2022 an das Fernwärmenetz der Stadt Böblingen angeschlossen, nachdem schon 2012 ein energetisches Gesamtkonzept der Stadt erarbeitet worden war.

### Gebäude

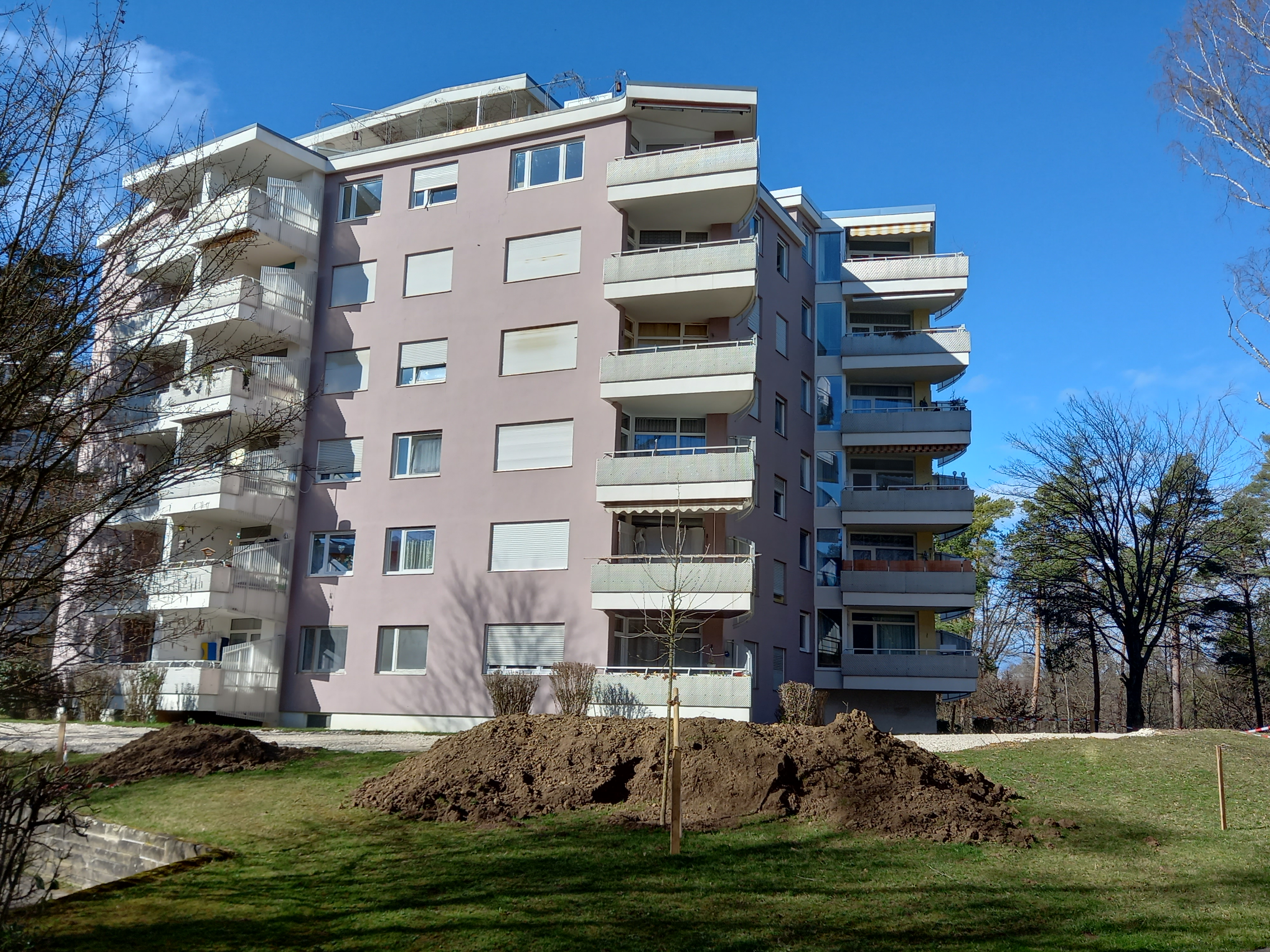
Sechsstöckiges Wohnhaus von Hans Scharoun

Die Gebäude sind entlang der Taunusstraße (mit ansteigender Hausnummer) von A bis F durchnummeriert. Scharoun plante drei Typen von Gebäuden:
- Im Westen steht das Ladengebäude mit Gemeinschaftsräumen und der angeschlossenen Tiefgarage.
- Die Nordflanke bilden drei sechsgeschossige Wohnhäuser mit je drei Wohnungen pro Geschoss. Die Blöcke A und C haben im Erdgeschoss zwei Wohnungen plus Fahrradkeller und einen Gemeinschaftsraum, im 1. bis 5. OG je drei Wohnungen und im 6. OG eine Atelierwohnung (18 Wohneinheiten pro Block). Der Block B hat drei Wohnungen mehr, da sich auf vier Etagen vier Wohnungen befinden, in einem Geschoss aber nur zwei Wohnungen (21 Wohneinheiten).
- Die Südseite umfasst drei viergeschossige Wohnhäuser mit je drei Wohnungen pro Geschoss (insgesamt 36 Wohneinheiten).

Die Wohngebäude sind in den drei Farben Gelb, Hellorange und Mauve gehalten. Am Ladengebäude steht ein kräftiges Terracotta-Rot in Kontrast zu Weiß und Grau. Die Wohnblöcke sind der Geometrie folgend in Flächen geteilt, die jeweils in einem Farbton gestrichen sind. Übergänge sind in Weiß und Grau gehalten, ebenso wie Balkone, Deckenuntersichten, Attika und Sockelzone. Alubleche wurden an Balkonen und Attika angebracht. Scharoun berücksichtigte in seinem Fassaden-Konzept die Farbänderung durch Lichtreflexionen. Die Strukturierung der Oberfläche und die Wellenform der Bleche erhöhen den futuristischen Charakter der Bauten. Scharoun wechselt je nach Balkonseite zwischen geriffelter Oberfläche (als Waffel-Aluminium bezeichnet) und glattem Aluminiumblech. Die Spiegelung des Lichts und die Reflexion von Farben bewirkt eine scheinbare Durchsichtigkeit der Windschutzelemente und Balkonbrüstungen.

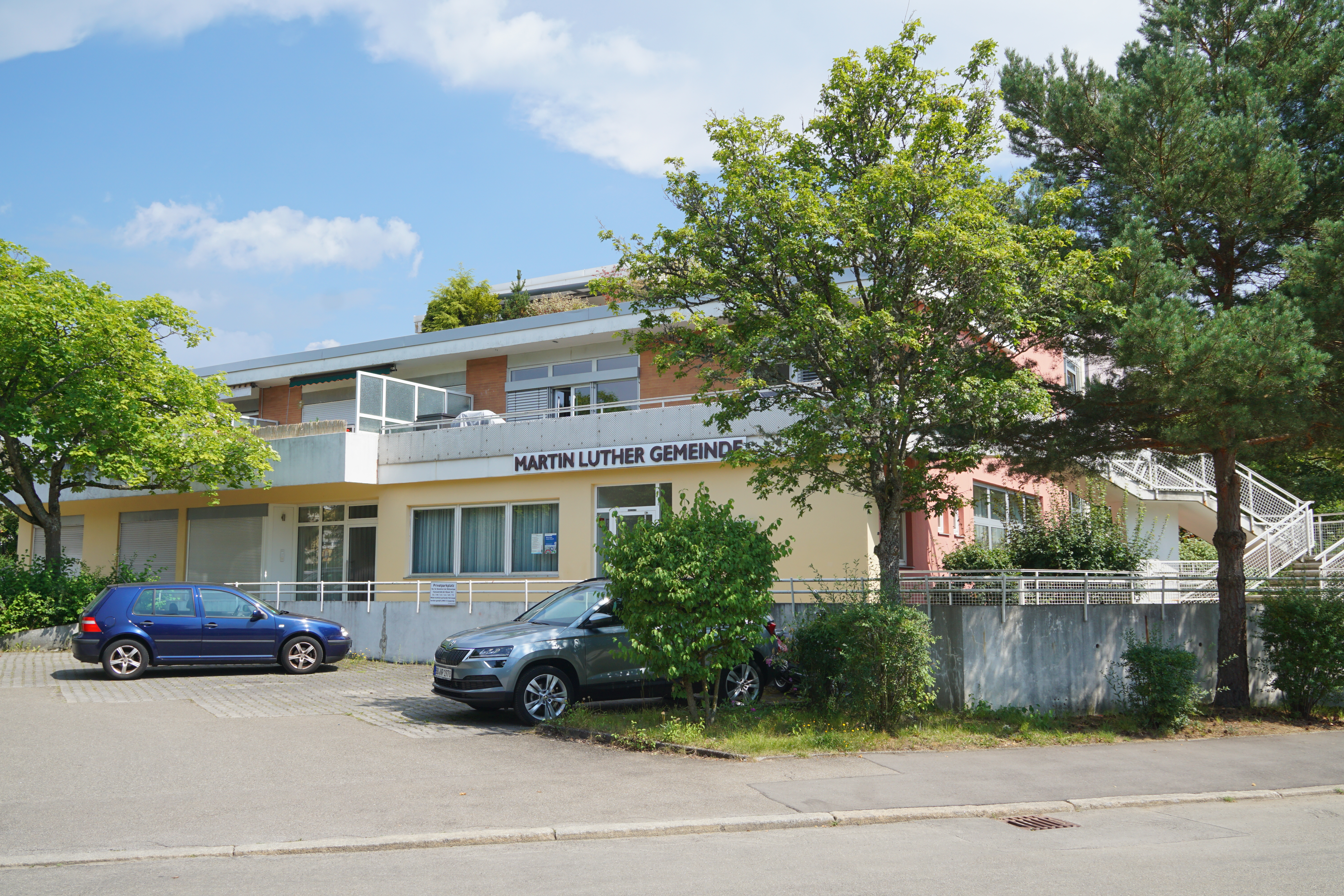
Ehemaliges Ladengebäude von Hans Scharoun

Die drei Ebenen des Ladengebäudes sind durch Außentreppen zugänglich. Innenliegende Treppenhäuser befinden sich in den Nordost- und Südostecken des Gebäudes. Im Erdgeschoss des Ladengebäudes befanden sich nordseitig der Lebensmittelladen und südseitig Jugendräume und Spielzimmer. Im ersten Obergeschoss waren an der Nordseite zwei Wohnungen untergebracht, ein Friseursalon und eine kleine Wohnung zeigten nach Süden. Im zweiten Obergeschoss lagen eine Wohnung und ein Einzimmer-Apartment. Heute sind alle Einheiten als Wohnungen genutzt. Im Erdgeschoss befindet sich das Gemeindezentrum. Balkone ermöglichen einen großzügigen Ausblick nach Süden. Interaktionen mit Nachbarwohnungen sind aber durch die geschickte Positionierung, den halbgeschossigen Versatz in der Höhe sowie durch Sichtschutzpaneele weitestgehend unterbunden. Jede Wohneinheit besitzt somit einen geschützten Freiraum. Vorrichtungen für die Balkonbepflanzung ergänzen das Konzept der „gestapelten Einfamilienhäuser“ um den privaten Freibereich.

### Wohnungen
Für die sechs Wohnblöcke sind die Grundrisse der Regelgeschosse nur in prinzipiellen Punkten festgelegt. Die Architekten bestimmten die Lage der tragenden Mauern und den Grobzuschnitt der Wohneinheiten. Die Raumaufteilung, optische Details sowie die Lage von Innentüren wurden mit den Besitzern abgestimmt. Darum zeigen alle Wohnungen leicht unterschiedliche Raumzuschnitte. Einige Pläne sind in der Bibliothek der Akademie der Künste, Berlin, einsehbar. Die Wohnungen auf der Südseite liegen in den Blöcken A – C ein Halbgeschoss höher als auf der Nordseite und in den Blöcken D – F ein Halbgeschoss tiefer.
Da die Treppenhäuser im Zentrum der Gebäude liegen, gestaltet sich der Zugang zu den Wohnungen von den Treppenpodesten äußerst platzsparend. Die Treppenhäuser der kleineren Wohnblöcken bilden einen rechtwinkligen Raum, der vollständig mit den Treppenläufen ausgefüllt ist. Es sind jeweils zwei Wohnungen vom oberen und eine vom unteren Podest zugänglich. In den höheren Blöcken ist das Treppenhaus trapezförmig. Der schmale Luftraum neben den Treppenläufen verleiht dem Treppenhaus einen leichteren Raumeindruck. Hier werden i. d. R. je eine obere und eine untere Einheit von jedem Podest sowie eine Wohnung über einen Laubengang erschlossen.
Die Wohnungen werden durch eine großzügige Diele betreten. Sie ist zentraler Punkt der Wohnung und dient als Verteiler in die Wohnräume. Die Räume liegen an drei Seiten der Diele, wobei sich die Wohnzimmer immer nach Süden orientieren und die Schlafzimmer nach Osten oder Westen. Geöffnete Dielentüren bieten Ausblicke in mehrere Himmelsrichtungen. Jeder Raum hat Fenster oder Balkontüren nur an einer einzigen Seite. Sie sind teils leicht um die Ecke gezogen oder als verglaster Einschnitt ausgeführt. Küche, Bad und WC sind klein und innenliegend; die Küchen besitzen ein Außenfenster zur Entlüftung.
Die Gestaltung der Wohnungen zeigen zwei Charakteristika des Entwurfes von Scharoun:
- Für die konsequente Südausrichtung aller Wohnzimmer wurde eine Auffächerung des Bauvolumens als Entwurfsprinzip eingesetzt. In kubischen Wohnblocks hätten nur zwei der drei Wohnungen einer Etage eine optimale Raumorientierung erhalten können.
- Die für Scharoun wichtige Einbettung der Gebäude in das parkähnliche Umfeld hätte eine schmalere Zeilenbauweise nicht erlaubt.

Die Balkone dienten Scharoun als wichtiges Ausdrucksmittel, die den Garten bis in die Wohnungen verlängern sollten. Alle Balkone sind nach Süden ausgerichtet. Sie stehen entweder risalitartig vor der Fassade oder betonen die Gebäudeecken durch ihre expressionistische Form. Bodenplatte, Geländer und Windschutz sind kompositorische Elemente. So hat jeder Balkon ein Geländer aus Stahlrohr mit geriffeltem Aluminiumblech als Wind- und Sichtschutz sowie integrierte Aufhängungen für Blumenkästen. Als Bodenbelag dienen quadratische Kunststeinplatten.

### Außenanlagen

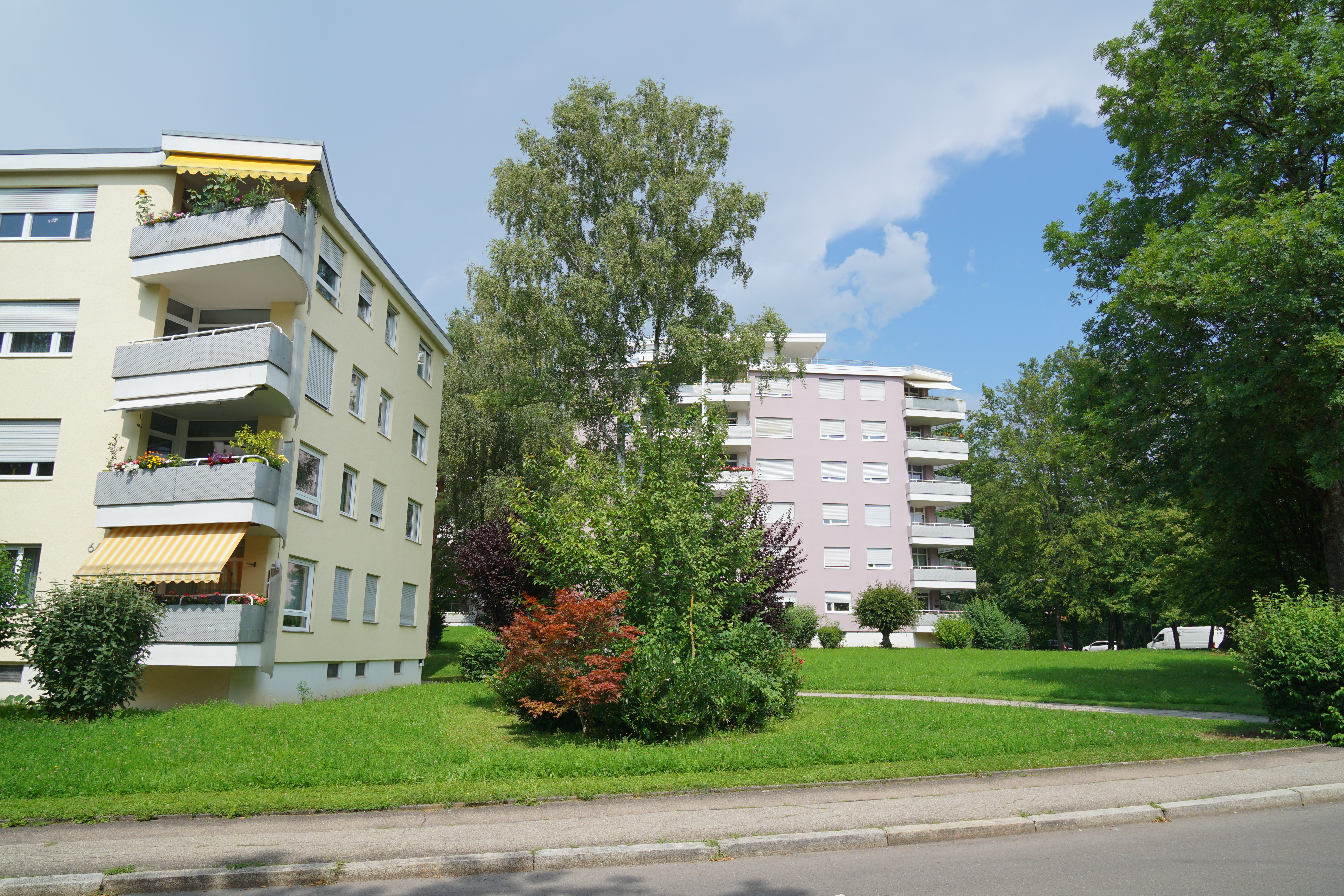
Lage der Wohnhäuser inmitten einer parkähnlichen Anlage

Die Siedlung Rauher Kapf liegt in hügeliger Landschaft in einem Waldgebiet der Stadt Böblingen. Der Wald entspricht dem dichten Laubbaumbestand des Schönbuchs. Scharoun greift in seinem Konzept diese natürliche Gegebenheit auf und ergänzt sie innerhalb der Ringstraße mit einzelnen Besonderheiten zu einer Wohn-Landschaft.